# De Havilland Aircraft Company
de Havilland Aircraft Company var en britisk flyproducent grundlagt i 1920, da Airco, hvor Geoffrey de Havilland havde været chefdesigner og ejer, blev solgt til Birmingham Small Arms Company (BSA). de Havilland startede derefter firmaet i sit eget navn i Edgware. Senere flyttede firmaet til Hatfield i Hertfordshire.
I 1920'erne og 1930'erne lavede firmaet et stort antal fly af typen Moth, som var et populært skole- og fritidsfly. I 1960 blev selskabet overtaget af Hawker Siddeley.

## de Havilland-fly i udvalg
- de Havilland Tiger Moth – to-sædet træningsfly (1931)
- de Havilland Dragon Rapide – let passagerfly (1932)
- de Havilland Gipsy Moth – to-sædet biplan til turistfart og uddannelse (1925)
- de Havilland Mosquito – træbombefly (1940)
- de Havilland Vampire – jetjager (1945)
- de Havilland Comet – Verdens første jetpassagerfly (1949)